# Unione Sportiva Lecce 2010-2011
Questa voce raccoglie le informazioni riguardanti l'Unione Sportiva Lecce nelle competizioni ufficiali della stagione 2010-2011.

## Stagione
Il neopromosso Lecce conobbe una partenza altalenante in campionato, perdendo per 4-0 con il Milan e 1-0 con la neopromossa Cesena ma vincendo con la Fiorentina e il Catania. Dopo il pareggio con l'Inter, i salentini caddero in un periodo di crisi riportando una sola vittoria e ben 6 sconfitte nelle giornate seguenti. In chiusura del girone di andata, fu conquistato il centesimo successo in massima categoria: il 2-1 alla Lazio spinse i pugliesi al terzultimo posto, coincidendo con la prima affermazione esterna stagionale (e, al contempo, con i primi 3 punti ottenuti in casa biancoceleste).
Il Lecce aprì la tornata di ritorno conquistando 6 punti in 4 giornate, prima di capitolare con Palermo (sconfitta per 2-4 dopo essere stati in vantaggio per due volte) e Catania. Ai fini della salvezza risultarono però decisive le vittorie con la Juventus e l'Udinese, entrambe battute per 2-0 sul terreno casalingo. La corsa per evitare la retrocessione fu agevolata dalla crisi della Sampdoria, tra l'altro superata nello scontro diretto per 1-2. Malgrado il pareggio con il Cagliari e la sconfitta col Genoa, i giallorossi conquistarono la permanenza grazie alle vittorie contro Napoli e Bari. Il campionato fu concluso dalla disfatta con la Lazio, che qualificò i romani all'Europa League e posizionò i salentini al quartultimo posto.

## Divise e sponsor
Lo sponsor tecnico per la stagione 2010-2011 è Asics, mentre lo sponsor ufficiale è Bet Italy.
| 1º maglia | 2º maglia | 3º maglia |

## Rosa
| N. |                      | Ruolo | Calciatore                      |
| -- | -------------------- | ----- | ------------------------------- |
| 2  | Italia (bandiera)    | D     | Giulio Donati                   |
| 3  | Italia (bandiera)    | D     | Alberto Giuliatto               |
| 4  | Brasile (bandiera)   | D     | Gustavo                         |
| 5  | Italia (bandiera)    | D     | Simone Sini                     |
| 6  | Brasile (bandiera)   | D     | Ângelo                          |
| 6  | Norvegia (bandiera)  | D     | Tore Reginiussen                |
| 7  | Francia (bandiera)   | A     | Bryan Bergougnoux               |
| 8  | Italia (bandiera)    | C     | Gianni Munari                   |
| 9  | Italia (bandiera)    | A     | Daniele Corvia                  |
| 10 | Uruguay (bandiera)   | A     | Rubén Olivera                   |
| 11 | Algeria (bandiera)   | C     | Djamel Mesbah                   |
| 13 | Italia (bandiera)    | D     | Stefano Ferrario                |
| 14 | Brasile (bandiera)   | D     | Fabiano                         |
| 15 | Nigeria (bandiera)   | A     | Edward Ofere                    |
| 15 | Italia (bandiera)    | C     | Antonio Tundo                   |
| 17 | Italia (bandiera)    | A     | David Di Michele                |
| 18 | Uruguay (bandiera)   | C     | Guillermo Giacomazzi (capitano) |
| 19 | Argentina (bandiera) | C     | Ignacio Piatti                  |
| 20 | Italia (bandiera)    | C     | Giuseppe Vives                  |
| 21 | Uruguay (bandiera)   | C     | Carlos Grossmüller              |

| N. |                    | Ruolo | Calciatore            |
| -- | ------------------ | ----- | --------------------- |
| 22 | Italia (bandiera)  | P     | Antonio Rosati        |
| 23 | Uruguay (bandiera) | A     | Javier Chevantón      |
| 25 | Italia (bandiera)  | P     | Davide Petrachi       |
| 27 | Brasile (bandiera) | A     | Jeda                  |
| 28 | Italia (bandiera)  | D     | Davide Brivio         |
| 30 | Mali (bandiera)    | D     | Souleymane Diamoutene |
| 32 | Italia (bandiera)  | C     | Manuel Coppola        |
| 33 | Italia (bandiera)  | D     | Andrea Rispoli        |
| 40 | Serbia (bandiera)  | D     | Nenad Tomović         |
| 50 | Italia (bandiera)  | A     | Luigi Falcone         |
| 51 | Italia (bandiera)  | C     | Mauro Giaracuni       |
| 52 | Italia (bandiera)  | D     | Antonio Crescente     |
| 53 | Italia (bandiera)  | D     | Leonardo Nunzella     |
| 54 | Croazia (bandiera) | D     | Petar Kostadinović    |
| 55 | Italia (bandiera)  | P     | Aniello Ambrosio      |
| 56 | Italia (bandiera)  | C     | Luca Locci            |
| 57 | Italia (bandiera)  | C     | Filippo Falco         |
| 81 | Italia (bandiera)  | P     | Massimiliano Benassi  |
| 91 | Italia (bandiera)  | C     | Andrea Bertolacci     |

## Calciomercato

### Sessione estiva(dal 1/7 al 1/9)
| Acquisti | Acquisti                | Acquisti          | Acquisti                        |
| R.       | Nome                    | da                | Modalità                        |
| -------- | ----------------------- | ----------------- | ------------------------------- |
| P        | Ugo Gabrieli            | Cosenza           | fine prestito                   |
| A        | Daniele Cacia           | Reggina           | fine prestito                   |
| D        | Souleymane Diamoutene   | Bari              | fine prestito                   |
| P        | Francesco Benussi       | Palermo           | fine prestito                   |
| C        | Mattia Conte            | Sacilese          | fine prestito                   |
| C        | Francesco Giorgetti     | Fidelis Andria    | fine prestito                   |
| C        | Matteo Legittimo        | Barletta          | fine prestito                   |
| D        | Fabio Antonio Romeo     | Barletta          | fine prestito                   |
| C        | Gianni Munari           | Palermo           | rinnovo comproprietà            |
| C        | Carlo Vicedomini        | Paganese          | fine prestito                   |
| D        | Gianmarco Ingrosso      | Paganese          | fine prestito                   |
| A        | Giuseppe Caccavallo     | Pescina VG        | fine prestito                   |
| A        | Vittorio Triarico Tateo | Taranto           | fine prestito                   |
| D        | Antonio Di Silvestro    | Siracusa          | fine prestito                   |
| D        | Fabio Franceschini      | Giacomense        | fine prestito                   |
| A        | Rubén Olivera           | Juventus          | svincolato                      |
| C        | Carlos Grossmüller      | Schalke 04        | svincolato                      |
| D        | Gustavo                 | Desportivo Brasil | prestito                        |
| D        | Simone Sini             | Roma              | prestito                        |
| D        | Davide Brivio           | L.R. Vicenza      | comproprietà                    |
| D        | Tore Reginiussen        | Schalke 04        | prestito                        |
| D        | Antonio Mazzotta        | Palermo           | riscatto comp. (0,35 milioni €) |
| C        | Andrea Bertolacci       | Roma              | prestito                        |
| C        | Massimiliano Benassi    | Perugia           | svincolato                      |
| C        | Ignacio Piatti          | Independiente     | definitivo                      |
| D        | Giulio Donati           | Inter             | prestito                        |
| P        | Aniello Ambrosio        | Sorrento          | prestito                        |
| D        | Leonardo Nunzella       | Brindisi          | definitivo                      |
| C        | Salvatore Giglio        | Brindisi          | definitivo                      |
| A        | Javier Chevantón        | Siviglia          | svincolato                      |
| A        | Edward Ofere            | Malmö FF          | definitivo                      |
| C        | Manuel Coppola          | Parma             | prestito                        |
| D        | Andrea Rispoli          | Parma             | prestito                        |
| D        | Petar Kostadinovic      | Juventus          |                                 |
| A        | David Di Michele        | Torino            | svincolato                      |
| A        | Jeda                    | Cagliari          | definitivo (circa 1 milioni €)  |

| Cessioni | Cessioni                  | Cessioni     | Cessioni                  |
| R.       | Nome                      | a            | Modalità                  |
| -------- | ------------------------- | ------------ | ------------------------- |
| P        | Francesco Benussi         | Palermo      | definitivo                |
| P        | Jefferson Leonardo Trazzi | Chievo       | svincolato                |
| D        | Alessandro Scialpi        | Varese       | compartecipazione         |
| P        | Ugo Gabrieli              | Paganese     | prestito                  |
| D        | Gianmarco Ingrosso        | Paganese     | prestito                  |
| D        | Andrea Esposito           | Genoa        | rinnovo compartecipazione |
| C        | Matteo Legittimo          | Salernitana  | compartecipazione         |
| A        | Daniele Cacia             | Piacenza     | prestito                  |
| A        | Mario Arnel Janvier       | Pro Patria   | prestito                  |
| A        | Vittorio Triarico Tateo   | Paganese     | prestito                  |
| D        | Ângelo                    | Parma        | svincolato                |
| D        | Manuel Belleri            | SPAL         | svincolato                |
| C        | Franco Lepore             | Varese       | fine prestito             |
| A        | Alain Pierre Baclet       | L.R. Vicenza | compartecipazione         |
| A        | Giuseppe Caccavallo       | Barletta     | prestito                  |
| A        | David Di Michele          | Torino       | fine prestito             |
| C        | Massimo Loviso            | Torino       | fine prestito             |
| P        | Raffaele Gragnaniello     | Potenza      | fine prestito             |
| D        | Antonio Mazzotta          | Pescara      | prestito                  |
| D        | Emanuele Terranova        | Palermo      | fine prestito             |
| A        | Guido Marilungo           | Sampdoria    | fine prestito             |
| A        | Raffaele Schiavi          | L.R. Vicenza | prestito                  |

### Trasferimenti tra le due sessioni
| Acquisti | Acquisti | Acquisti | Acquisti |
| R.       | Nome     | da       | Modalità |
| -------- | -------- | -------- | -------- |

| Cessioni | Cessioni      | Cessioni | Cessioni |
| R.       | Nome          | a        | Modalità |
| -------- | ------------- | -------- | -------- |
| C        | Antonio Tundo | Brindisi | prestito |

### Sessione invernale(dal 1/1 al 31/1)
| Acquisti | Acquisti             | Acquisti  | Acquisti      |
| R.       | Nome                 | da        | Modalità      |
| -------- | -------------------- | --------- | ------------- |
| D        | Nenad Tomović        | Genoa     | prestito      |
| D        | Antonio Mazzotta     | Pescara   | fine prestito |
| P        | Ugo Gabrieli         | Paganese  | fine prestito |
| A        | Giuseppe Caccavallo  | Barletta  | fine prestito |
| A        | Caio Vinicius Eltink | São Judas | prestito      |

| Cessioni | Cessioni              | Cessioni          | Cessioni      |
| R.       | Nome                  | a                 | Modalità      |
| -------- | --------------------- | ----------------- | ------------- |
| P        | Ugo Gabrieli          | Barletta          | prestito      |
| D        | Antonio Mazzotta      | Crotone           | prestito      |
| A        | Giuseppe Caccavallo   | Pergocrema        | prestito      |
| D        | Tore Reginiussen      | Schalke 04        | fine prestito |
| D        | Souleymane Diamoutene | Pescara           | prestito      |
| A        | Bryan Bergougnoux     | Châteauroux       | prestito      |
| A        | Luigi Lucà            | Atletico Trivento | prestito      |

## Risultati

### Serie A

#### Girone di andata
| Arbitro: | Peruzzo (Schio) |

|                                               |           |  |
| Pato 16’, 28’ Thiago Silva 23’ F. Inzaghi 90’ | Marcatori |  |

| Arbitro: | Orsato (Schio) |

|               |           |  |
| Di Michele 9’ | Marcatori |  |

| Arbitro: | Rocchi (Firenze) |

|             |           |  |
| Bogdani 54’ | Marcatori |  |

| Arbitro: | Brighi (Cesena) |

|                 |           |            |
| Jeda 31’ (rig.) | Marcatori | 69’ Crespo |

| Arbitro: | Bergonzi (Genova) |

|                           |           |                          |
| Pinilla 52’ Maccarone 93’ | Marcatori | 8’ Giacomazzi 46’ Corvia |

| Arbitro: | Pierpaoli (Firenze) |

|            |           |  |
| Corvia 36’ | Marcatori |  |

| Arbitro: | Gava (Conegliano) |

|                                                                |           |  |
| Aquilani 13’ F. Melo 34’ (rig.) Quagliarella 44’ Del Piero 82’ | Marcatori |  |

| Arbitro: | Peruzzo (Schio) |

|                          |           |                   |
| Ofere 54’ Di Michele 81’ | Marcatori | 19’ A. Caracciolo |

| Arbitro: | Gervasoni (Mantova) |

|                             |           |  |
| N. Burdisso 62’ Vucinic 76’ | Marcatori |  |

| Arbitro: | Orsato (Schio) |

|                         |           |  |
| Di Vaio 95’ Giménez 85’ | Marcatori |  |

| Arbitro: | Valeri (Roma) |

|                |           |            |
| R. Olivera 79’ | Marcatori | 76’ Milito |

| Arbitro: | Mazzoleni (Bergamo) |

|                                          |           |  |
| Di Natale 11’, 24’, 40’ Floro Flores 55’ | Marcatori |  |

| Arbitro: | Gava (Conegliano) |

|                               |           |                             |
| Di Michele 72’ Diamoutene 83’ | Marcatori | 8’, 40’ (rig.), 88’ Pazzini |

| Arbitro: | De Marco (Chiavari) |

|                          |           |                               |
| Matri 6’, 15’ Canini 27’ | Marcatori | 53’ R. Olivera 80’ Di Michele |

| Arbitro: | C. Russo (Nola) |

|           |           |                                     |
| Ofere 45’ | Marcatori | 55’ Toni 76’ Ranocchia 94’ M. Rossi |

| Arbitro: | Banti (Livorno) |

|                           |           |                             |
| Ofere 16’ Piatti 45’, 69’ | Marcatori | 55’ Bogliacino 94’ Mandelli |

| Arbitro: | Celi (Campobasso) |

|            |           |  |
| Cavani 93’ | Marcatori |  |

| Arbitro: | Tagliavento (Terni) |

|  |           |           |
|  | Marcatori | 78’ Okaka |

| Arbitro: | Pierpaoli (Firenze) |

|           |           |                                    |
| Mauri 47’ | Marcatori | 39’ (aut.) Muslera 72’ Grossmüller |

#### Girone di ritorno
| Arbitro: | De Marco (Chiavari) |

|             |           |                 |
| Olivera 82’ | Marcatori | 49’ Ibrahimović |

| Arbitro: | Massa (Imperia) |

|               |           |                |
| Gilardino 56’ | Marcatori | 29’ Di Michele |

| Arbitro: | Bergonzi (Genova) |

|            |           |             |
| Corvia 11’ | Marcatori | 93’ Bogdani |

| Arbitro: | C. Russo (Nola) |

|  |           |               |
|  | Marcatori | 92’ Chevantón |

| Arbitro: | Brighi (Cesena) |

|                         |           |                                                     |
| Giacomazzi 17’ Jeda 50’ | Marcatori | 45’ Miccoli 57’ Pastore 60’ A. Hernández 62’ Iličič |

| Arbitro: | Romeo (Verona) |

|                             |           |                     |
| Silvestre 45’ Lodi 79’, 85’ | Marcatori | 56’ Jeda 61’ Munari |

| Arbitro: | Mazzoleni (Bergamo) |

|                           |           |  |
| Mesbah 32’ Bertolacci 48’ | Marcatori |  |

| Arbitro: | Morganti (Ascoli Piceno) |

|                              |           |                       |
| A. Caracciolo 16’ Zoboli 19’ | Marcatori | 31’ Corvia 70’ Munari |

| Arbitro: | Damato (Barletta) |

|                |           |                                |
| Giacomazzi 75’ | Marcatori | 32’ Vucinic 90’ (rig.) Pizarro |

| Arbitro: | Peruzzo (Schio) |

|  |           |             |
|  | Marcatori | 33’ Ramírez |

| Arbitro: | Orsato (Schio) |

|             |           |  |
| Pazzini 52’ | Marcatori |  |

| Arbitro: | De Marco (Chiavari) |

|                     |           |  |
| Bertolacci 48’, 65’ | Marcatori |  |

| Arbitro: | Tagliavento (Terni) |

|               |           |                            |
| Maccarone 69’ | Marcatori | 39’ Di Michele 66’ Olivera |

| Arbitro: | Banti (Livorno) |

|                                   |           |                                |
| Mesbah 49’ Fabiano 88’ Corvia 93’ | Marcatori | 20’, 72’ Acquafresca 67’ Conti |

| Arbitro: | C. Russo (Nola) |

|                                        |           |                    |
| Floro Flores 10’, 62’ Palacio 43’, 53’ | Marcatori | 3’, 30’ Di Michele |

| Arbitro: | Rizzoli (Bologna) |

|               |           |  |
| L. Rigoni 58’ | Marcatori |  |

| Arbitro: | Valeri (Roma) |

|                                         |           |             |
| Daniele Corvia 49’ (rig.) Chevanton 88’ | Marcatori | 67’ Mascara |

| Arbitro: | Morganti (Bologna) |

|  |           |                                 |
|  | Marcatori | 51’ Jeda 80’ (aut.) A. Masiello |

| Arbitro: | Rocchi (Firenze) |

|                           |           |                                                   |
| M. Coppola 33’ Piatti 41’ | Marcatori | 7’ Rocchi 35’, 53’ (rig.) Zarate 63’ (aut.) Vives |

### Coppa Italia

#### Turni preliminari
| Arbitro: | Damato (Barletta) |

|                                         |           |                         |
| Bertolacci 43’ Corvia 52’ Chevanton 70’ | Marcatori | 31’ Immobile 83’ Kamata |

| Arbitro: | Peruzzo (Schio) |

|                                      |           |               |
| Corradi 78’ (rig.) Floro Flores 119’ | Marcatori | 18’ Chevanton |

## Statistiche
Statistiche aggiornate al 22 maggio 2011.

### Statistiche di squadra
| Competizione | Punti | In casa | In casa | In casa | In casa | In casa | In casa | In trasferta | In trasferta | In trasferta | In trasferta | In trasferta | In trasferta | Totale | Totale | Totale | Totale | Totale | Totale | DR  |
| Competizione | Punti | G       | V       | N       | P       | Gf      | Gs      | G            | V            | N            | P            | Gf           | Gs           | G      | V      | N      | P      | Gf     | Gs     | DR  |
| ------------ | ----- | ------- | ------- | ------- | ------- | ------- | ------- | ------------ | ------------ | ------------ | ------------ | ------------ | ------------ | ------ | ------ | ------ | ------ | ------ | ------ | --- |
| Serie A      | 41    | 19      | 7       | 5       | 7       | 28      | 29      | 19           | 4            | 3            | 12           | 18           | 37           | 38     | 11     | 8      | 19     | 46     | 66     | −20 |
| Coppa Italia |       | 1       | 1       | 0       | 0       | 3       | 2       | 1            | 0            | 0            | 1            | 1            | 2            | 2      | 1      | 0      | 1      | 4      | 5      | −1  |
| Totale       | -     | 20      | 8       | 5       | 7       | 33      | 31      | 20           | 4            | 3            | 13           | 19           | 40           | 40     | 11     | 9      | 20     | 50     | 71     | −21 |

### Andamento in campionato
| Giornata  | 1  | 2  | 3  | 4  | 5  | 6  | 7  | 8  | 9  | 10 | 11 | 12 | 13 | 14 | 15 | 16 | 17 | 18 | 19 | 20 | 21 | 22 | 23 | 24 | 25 | 26 | 27 | 28 | 29 | 30 | 31 | 32 | 33 | 34 | 35 | 36 | 37 | 38 |
| --------- | -- | -- | -- | -- | -- | -- | -- | -- | -- | -- | -- | -- | -- | -- | -- | -- | -- | -- | -- | -- | -- | -- | -- | -- | -- | -- | -- | -- | -- | -- | -- | -- | -- | -- | -- | -- | -- | -- |
| Luogo     | T  | C  | T  | C  | T  | C  | T  | C  | T  | T  | C  | T  | C  | T  | C  | C  | T  | C  | T  | C  | T  | C  | T  | C  | T  | C  | T  | C  | C  | T  | C  | T  | C  | T  | T  | C  | T  | C  |
| Risultato | P  | V  | P  | N  | N  | V  | P  | V  | P  | P  | N  | P  | P  | P  | P  | V  | P  | P  | V  | N  | N  | N  | V  | P  | P  | V  | N  | P  | P  | P  | V  | V  | N  | P  | P  | V  | V  | P  |
| Posizione | 20 | 13 | 15 | 17 | 19 | 12 | 15 | 10 | 12 | 16 | 14 | 16 | 17 | 19 | 19 | 18 | 19 | 19 | 18 | 18 | 17 | 17 | 16 | 16 | 17 | 16 | 17 | 18 | 18 | 18 | 17 | 15 | 16 | 18 | 18 | 17 | 17 | 17 |

Legenda:

Luogo: C = Casa; T = Trasferta. Risultato: V = Vittoria; N = Pareggio; P = Sconfitta.

### Statistiche dei giocatori
Sono in corsivo i calciatori che hanno lasciato la società a stagione in corso.
| Giocatore      | Serie A  | Serie A | Serie A     | Serie A    | Coppa Italia | Coppa Italia | Coppa Italia | Coppa Italia | Totale   | Totale | Totale      | Totale     |
| Giocatore      | Presenze | Reti    | Ammonizioni | Espulsioni | Presenze     | Reti         | Ammonizioni  | Espulsioni   | Presenze | Reti   | Ammonizioni | Espulsioni |
| -------------- | -------- | ------- | ----------- | ---------- | ------------ | ------------ | ------------ | ------------ | -------- | ------ | ----------- | ---------- |
| M. Benassi     | 1        | -2      | 0           | 1          | 2            | -4           | 0            | 0            | 3        | -6     | 0           | 1          |
| B. Bergougnoux | 11       | 0       | 0           | 0          | 2            | 0            | 1            | 0            | 13       | 0      | 1           | 0          |
| A. Bertolacci  | 9        | 3       | 0           | 0          | 1            | 1            | 1            | 0            | 10       | 4      | 1           | 0          |
| D. Brivio      | 22       | 0       | 3           | 0          | 2            | 0            | 0            | 0            | 24       | 0      | 3           | 0          |
| J. Chevantón   | 14       | 2       | 2           | 1          | 2            | 2            | 0            | 0            | 16       | 4      | 2           | 1          |
| M. Coppola     | 14       | 1       | 1           | 0          | 2            | 0            | 0            | 0            | 16       | 1      | 1           | 0          |
| D. Corvia      | 30       | 6       | 7           | 1          | 1            | 1            | 1            | 0            | 31       | 7      | 8           | 1          |
| D. Di Michele  | 23       | 8       | 3           | 0          | 0            | 0            | 0            | 0            | 23       | 8      | 3           | 0          |
| S. Diamoutene  | 2        | 1       | 0           | 0          | 1            | 0            | 0            | 0            | 3        | 1      | 0           | 0          |
| G. Donati      | 14       | 0       | 1           | 0          | 2            | 0            | 1            | 0            | 16       | 0      | 2           | 0          |
| Fabiano        | 29       | 1       | 5           | 0          | 0            | 0            | 0            | 0            | 29       | 1      | 5           | 0          |
| F. Falco       | 0        | 0       | 0           | 0          | 1            | 0            | 0            | 0            | 1        | 0      | 0           | 0          |
| L. Falcone     | 0        | 0       | 0           | 0          | 1            | 0            | 0            | 0            | 1        | 0      | 0           | 0          |
| S. Ferrario    | 20       | 0       | 3           | 0          | 0            | 0            | 0            | 0            | 20       | 0      | 3           | 0          |
| G. Giacomazzi  | 32       | 3       | 9           | 2          | 0            | 0            | 0            | 0            | 32       | 3      | 9           | 2          |
| A. Giuliatto   | 12       | 0       | 0           | 0          | 1            | 0            | 0            | 0            | 13       | 0      | 0           | 0          |
| C. Grossmüller | 23       | 1       | 3           | 0          | 2            | 0            | 1            | 0            | 25       | 1      | 4           | 0          |
| Gustavo        | 24       | 0       | 6           | 0          | 1            | 0            | 0            | 0            | 25       | 0      | 6           | 0          |
| Jeda           | 25       | 4       | 4           | 0          | 1            | 0            | 0            | 0            | 26       | 4      | 4           | 0          |
| L. Locci       | 0        | 0       | 0           | 0          | 1            | 0            | 0            | 0            | 1        | 0      | 0           | 0          |
| D. Mesbah      | 34       | 2       | 7           | 0          | 0            | 0            | 0            | 0            | 34       | 2      | 7           | 0          |
| G. Munari      | 34       | 2       | 4           | 1          | 1            | 0            | 0            | 0            | 35       | 2      | 4           | 1          |
| E. Ofere       | 11       | 3       | 1           | 0          | 1            | 0            | 0            | 0            | 12       | 3      | 1           | 0          |
| R. Olivera     | 31       | 4       | 10          | 1          | 1            | 0            | 0            | 0            | 32       | 4      | 10          | 1          |
| D. Petrachi    | 0        | -0      | 0           | 0          | 0            | -0           | 0            | 0            | 0        | -0     | 0           | 0          |
| I. Piatti      | 25       | 3       | 1           | 0          | 1            | 0            | 0            | 0            | 26       | 3      | 1           | 0          |
| T. Reginiussen | 0        | 0       | 0           | 0          | 0            | 0            | 0            | 0            | 0        | 0      | 0           | 0          |
| A. Rispoli     | 13       | 0       | 4           | 0          | 1            | 0            | 0            | 0            | 14       | 0      | 4           | 0          |
| A. Rosati      | 38       | -64     | 3           | 0          | 0            | 0            | 0            | 0            | 38       | -64    | 3           | 0          |
| S. Sini        | 2        | 0       | 0           | 0          | 0            | 0            | 0            | 0            | 2        | 0      | 0           | 0          |
| N. Tomović     | 16       | 0       | 4           | 0          | 0            | 0            | 0            | 0            | 16       | 0      | 4           | 0          |
| A. Tundo       | 0        | 0       | 0           | 0          | 0            | 0            | 0            | 0            | 0        | 0      | 0           | 0          |
| G. Vives       | 33       | 0       | 7           | 1          | 0            | 0            | 0            | 0            | 33       | 0      | 7           | 1          |